# Information de présence

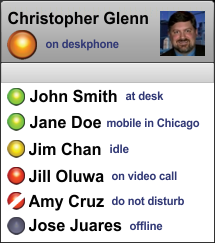
Exemple d'information de présence

En informatique et en télécommunications, une information de présence est un indicateur d'état qui transmet la capacité et la volonté d'un partenaire potentiel de communication, par exemple un ami sur Facebook, à communiquer.
Le client d'un utilisateur fournit une information de présence (état de présence) par l'intermédiaire d'une connexion réseau à un service de présence (en). Cette information est stockée dans un enregistrement de disponibilité personnelle et peut être fournie à d'autres utilisateurs pour les informer de la capacité et de la volonté de l'utilisateur à communiquer.
Les informations de présence ont de larges applications dans de nombreux services de communication et ont contribué à la popularité croissante de la messagerie instantanée ou de la voix sur IP et de la communication vidéo (Skype étant un exemple).

## État de présence
Un utilisateur d'un service d'information de présence peut publier un état de présence pour indiquer son état de communicabilité. Cet état informe d'autres utilisateurs de sa capacité et de son désir de communiquer. L'état de présence est affiché par un ou plusieurs des éléments suivants : le nom de l'utilisateur, sa photo, un texte décrivant l'état (avec ou sans une image illustrant l'état).
Des états de présence fréquents sont : connecté, non connecté, ne pas déranger, à l'extérieur pour le lunch, à l'extérieur du bureau. Divers systèmes offrent aussi des informations qui ne sont pas directement reliées à la présence comme l'humeur, l'emplacement de l'utilisateur ou un champ dans lequel l'utilisateur peut écrire un texte  de son choix.

## Source de la communication
- (en) Cet article est partiellement ou en totalité issu de l’article de Wikipédia en anglais intitulé « Presence information » (voir la liste des auteurs).